# 1973年全仏オープン
1973年 全仏オープン（1973ねんぜんふつオープン、Internationaux de France de Roland-Garros 1973）は、フランス・パリにある「スタッド・ローラン・ギャロス」にて、1973年5月21日から6月3日にかけて開催された。

## 大会の流れ
- 男子シングルスは「128名」の選手による7回戦制で行われ、シード選手は16名であった。女子シングルスは「64名」の選手による6回戦制で行われ、シード選手は8名。男女とも「1回戦不戦勝」（抽選表では“Bye”と表示）はない。

## シード選手

### 男子シングルス
1. スタン・スミス　（4回戦）
2. イリ・ナスターゼ　（初優勝）
3. （大会開始前に棄権）
4. アーサー・アッシュ　（4回戦）
5. マニュエル・オランテス　（2回戦）
6. ジョン・ニューカム　（1回戦）
7. アンドレス・ヒメノ　（2回戦）
8. アドリアーノ・パナッタ　（ベスト4）
9. クリフ・リッチー　（1回戦）
10. ロジャー・テーラー　（ベスト8）
11. パトリック・プロワジー　（1回戦）
12. ジミー・コナーズ　（1回戦）
13. マーク・コックス　（2回戦）
14. ヤン・コデシュ　（ベスト8）
15. フランソワ・ジョフレー　（4回戦）
16. トム・オッカー　（ベスト8）

### 女子シングルス
1. マーガレット・スミス・コート　（優勝、3年ぶり5度目）
2. クリス・エバート　（準優勝）
3. バージニア・ウェード　（3回戦）
4. イボンヌ・グーラゴング　（ベスト4）
5. ナンシー・グンター　（3回戦）
6. フランソワーズ・デュール　（ベスト4）
7. ヘルガ・マストホフ　（ベスト8）
8. （大会開始前に棄権）

## 大会経過

### 男子シングルス
準々決勝
- アドリアーノ・パナッタ vs.  トム・オッカー　6-3, 5-7, 6-3, 6-4
- ニコラ・ピリッチ vs.  パオロ・ベルトルッチ　6-3, 6-4, 3-6, 6-4
- トム・ゴーマン vs.  ヤン・コデシュ　6-4, 7-6, 4-6, 6-1
- イリ・ナスターゼ vs.  ロジャー・テーラー　6-0, 6-2, 7-6

準決勝
- ニコラ・ピリッチ vs.  アドリアーノ・パナッタ　6-4, 6-3, 6-2
- イリ・ナスターゼ vs.  トム・ゴーマン　6-3, 6-4, 6-1

### 女子シングルス
準々決勝
- マーガレット・スミス・コート vs.  カーチャ・エビングハウス　6-2, 6-3
- イボンヌ・グーラゴング vs.  マルチナ・ナブラチロワ　7-6, 6-4
- フランソワーズ・デュール vs.  オディル・ド・ルーバン　6-0, 1-6, 6-1
- クリス・エバート vs.  ヘルガ・マストホフ　6-3, 6-3

準決勝
- マーガレット・スミス・コート vs.  イボンヌ・グーラゴング　6-3, 7-6
- クリス・エバート vs.  フランソワーズ・デュール　6-1, 6-0

## 決勝戦の結果
- 男子シングルス： イリ・ナスターゼ vs.  ニコラ・ピリッチ　6-3, 6-3, 6-0
- 女子シングルス： マーガレット・スミス・コート vs.  クリス・エバート　6-7, 7-6, 6-4
- 男子ダブルス： ジョン・ニューカム＆ トム・オッカー vs.  イリ・ナスターゼ＆ ジミー・コナーズ　6-1, 3-6, 6-3, 5-7, 6-4
- 女子ダブルス： マーガレット・スミス・コート＆ バージニア・ウェード vs.  フランソワーズ・デュール＆ ベティ・ストーブ　6-2, 6-3
- 混合ダブルス： ジャン＝クロード・バークレー＆ フランソワーズ・デュール vs.  パトリス・ドミニゲス＆ ベティ・ストーブ　6-1, 6-4